# Cahier de doléances

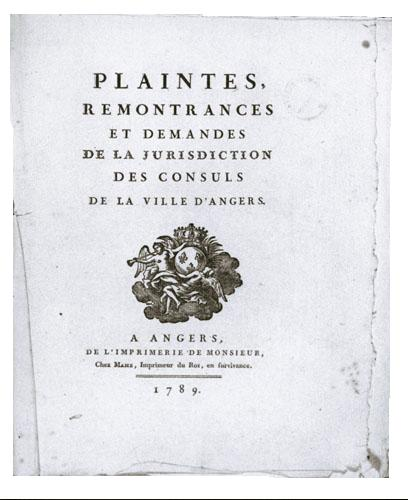
Cahier de doléances d'Angers (1789).

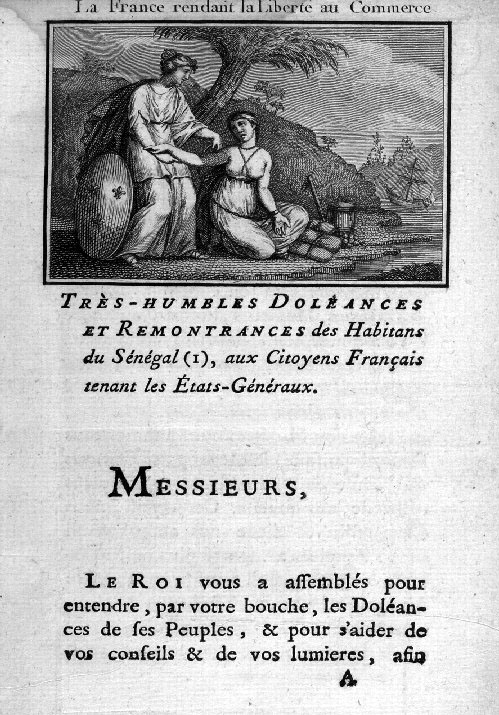
Cahier de doléances de Saint-Louis-du-Sénégal (1789).

Un cahier de doléances est un document dans lequel les assemblées chargées d'élire les députés aux États généraux faisaient part par écrit de leurs souhaits et leurs récriminations, autrement dit leurs vœux et doléances. Cet usage remonte au XIIIe siècle. Les cahiers de doléances les plus notoires restent ceux de 1789.

## Définitions
Dans la France de l'Ancien Régime, les cahiers de doléances sont les registres dans lesquels sont consignées les demandes et protestations adressées au roi par les états généraux ou provinciaux.

## Les cahiers de doléances sous l'Ancien Régime
Les premières doléances sont recueillies en 1247 par Louis IX par le biais d'enquêteurs. Avant de partir en croisade, le roi souhaite « récolter les doléances du peuple contre les officiers royaux. Le roi veut limiter les abus de ses officiers et se faire connaître de ses sujets. Entre 1247 et 1270 ces enquêteurs recueillent des milliers de plaintes. Sollicités, les sujets du roi n'hésitent pas alors à dénoncer un certain nombre de dysfonctionnements ou d'abus, notamment chez les officiers de l'administration royale. Mais ce sont surtout les élites qui s’expriment lors de cette première grande consultation ». Selon l'historienne Marie Dejoux, « le dialogue se fait à partir de questions imposées par celui qui sonde son peuple ».
En 1302, Philippe le Bel convoque une assemblée représentative des trois ordres. Il s'agit des premiers états généraux. Convoqués plus ou moins régulièrement jusque 1614, ils « s’appuient sur des documents écrits émanant d’une partie du peuple, mais qui n’ont pas encore la forme des cahiers de doléances ».
En 1484, lors des états généraux de Tours, les cahiers de doléances se généralisent à tout le royaume. De ces cahiers en sort une préoccupation principale : les impôts, dans un contexte où la taille a triplé sous le règne de Louis XI. Les états généraux demandent et obtiennent une baisse de l'impôt. « À la fin du Moyen Âge, les assemblées de paroisse, de bailliage, de gouvernement ou de province rédigent un cahier de doléances pour chaque ordre. Les cahiers de paroisse sont réunis au bailliage ou à la châtellenie pour une première synthèse. […] En session normale, chaque ordre possède un bureau qui dirige les débats, recueille les cahiers de doléances des diverses provinces et rédige le cahier unique de l'ordre qui sera présenté au roi à la fin des états ».
Au XVIe siècle, « les rois convoquent régulièrement des états généraux, presque tous sont préparés par des cahiers de doléances. Ils sont le plus souvent rédigés par des hommes de loi, des curés ou des notables paysans. Trois fortes préoccupations reviennent régulièrement : le clergé, l’impôt et la justice ».
Après près de 200 ans sans convocation des états généraux, Louis XVI a recours aux cahiers de doléances qui sont rédigés entre mars et mai 1789.
Cas particulier des États généraux de 1789 à Versailles : une synthèse — apparemment assez fidèle — des cahiers de doléances de chaque ordre et de chaque bailli ou sénéchaussée du territoire des trois ordres, et regroupés par thèmes et têtes de chapitre— fut remise à chaque député des trois ordres, avec mention de l'origine des doléances retenues, et, en préambule, les noms et adresses de villégiature à Versailles de chaque député des trois ordres. On peut imaginer qu'ainsi les députés — lesquels pour la plupart ne se connaissaient pas — ont pu se visiter, se regrouper et faire converger leurs revendications[réf. nécessaire].
Après le dépouillement effectué pendant les premières semaines des États généraux, un rapport de synthèse du comte de Clermont-Tonnerre fut lu au Comité de Constitution de l'Assemblée nationale le 27 juillet 1789.
Les universitaires François Jarrige et Thomas Le Roux relèvent que les cahiers de doléances de 1789 sont « souvent très hostiles à l'industrie, parce qu'elle est prédatrice de ressources, mais aussi parce qu'elle offense les sens et s'avère un danger pour la santé publique ». En Lorraine, dans le cahier de doléances de Daspich et Ebange, les habitants se plaignent de la forte pollution du ruisseau de Fensch, chargé des résidus des forges, des moulins et du lavage du minerai de cuivre : cette rivière est « infectée par le mélange de cette eau trouble, jaune et remplie de rouille de fer au point que même les jardiniers ne peuvent en arroser leurs jardins ».

## Les cahiers de doléances de 1945
Des États généraux de la renaissance française eurent lieu du 10 au 14 juillet 1945, précédés par la « rédaction des cahiers de doléances d'associations, de corporations, de syndicats, de chambre de commerce, des cantons, des communes, du comité départemental de Libération, des comités locaux de Libération ».

## Les cahiers de doléances des Gilets jaunes
L'expression ressurgit en 2018, avec le mouvement des Gilets jaunes, lorsque plusieurs mairies dans toute la France ouvrent des cahiers de doléance, lors de l’opération « Mairie ouverte » coordonnée par l'Association des maires ruraux de France, afin de pouvoir analyser et faire remonter au gouvernement les revendications, les idées et les critiques des participants à ce mouvement. Il ne semble pas y avoir, au niveau des mairies, de politisation partisane forte dans ce geste d’ouverture des cahiers.
Plus de 200 000 contributions sont écrites à la main dans 19 899 cahiers répartis dans environ 16 500 mairies, auxquelles s'ajoutent deux millions de contributions en ligne. Le président de la République, Emmanuel Macron, s'est engagé à restituer le 15 avril 2019 ce qui se dégagerait de ces cahiers de doléances mais l'incendie de la cathédrale Notre-Dame de Paris modifie l'agenda politique. Ce bilan n'est toujours pas fait, en raison de difficultés juridiques de publication des cahiers. Ils sont cependant presque entièrement numérisés, transcrits et conservés aux Archives nationales dans leur version numérique. Une pétition est lancée en 2024 par des élus proches du PCF pour demander leur « libération », malgré les obstacles juridiques (non-anonymisation des contributeurs).
Le 11 mars 2025, une résolution de l’Assemblée nationale invite à l'ouverture de l'accès aux cahiers, anonymisés. Un arrêté du 29 avril 2025 prévoit l'ouverture des archives, en dérogation au délai légal de cinquante ans.

## Cahiers de doléances
- Cahiers de doléances par bailliage et sénéchaussée :
  - Archives parlementaires, tome I : Agen à Amont
  - Archives parlementaires, tome II : Angoumois à Chateau-Thierry
  - Archives parlementaires, tome III : Colmar à Metz
  - Archives parlementaires, tome IV : Mirecourt à Paris
  - Archives parlementaires, tome V : Paris à Toulon
  - Archives parlementaires, tome VI : Toul à Vitry-le-François
- Cahiers de doléances mis en ligne par les Archives départementales de l'Ain
- Cahiers de doléances mis en ligne par les Archives départementales de la Charente
- Cahiers de doléances mis en ligne par les Archives départementales du Finistère
- Extraits de cahiers de doléances mis en ligne par les Archives départementales de l'Indre
- Cahiers de doléances mis en ligne par les Archives départementales de la Loire Atlantique
- Cahiers de doléances mis en ligne par les archives départementales des Hautes Pyrénées
- Cahier de doléances mis en ligne par les Archives départementales des Yvelines